# Santa Ana (Cagayan)
Santa Ana é um município de  segunda classe de renda municipal (d) na província Cagayan, nas Filipinas. De acordo com o censo de 1 de maio  de  2020 possui uma população de 35 688 pessoas e 8 203 domicílios.